# شهرستان توماس (جورجیا)
شهرستان توماس، جورجیا (به انگلیسی: Thomas County, Georgia) یک سکونتگاه مسکونی در ایالات متحده آمریکا است که در جورجیا واقع شده‌است.